# وفرة (علم البيئة)

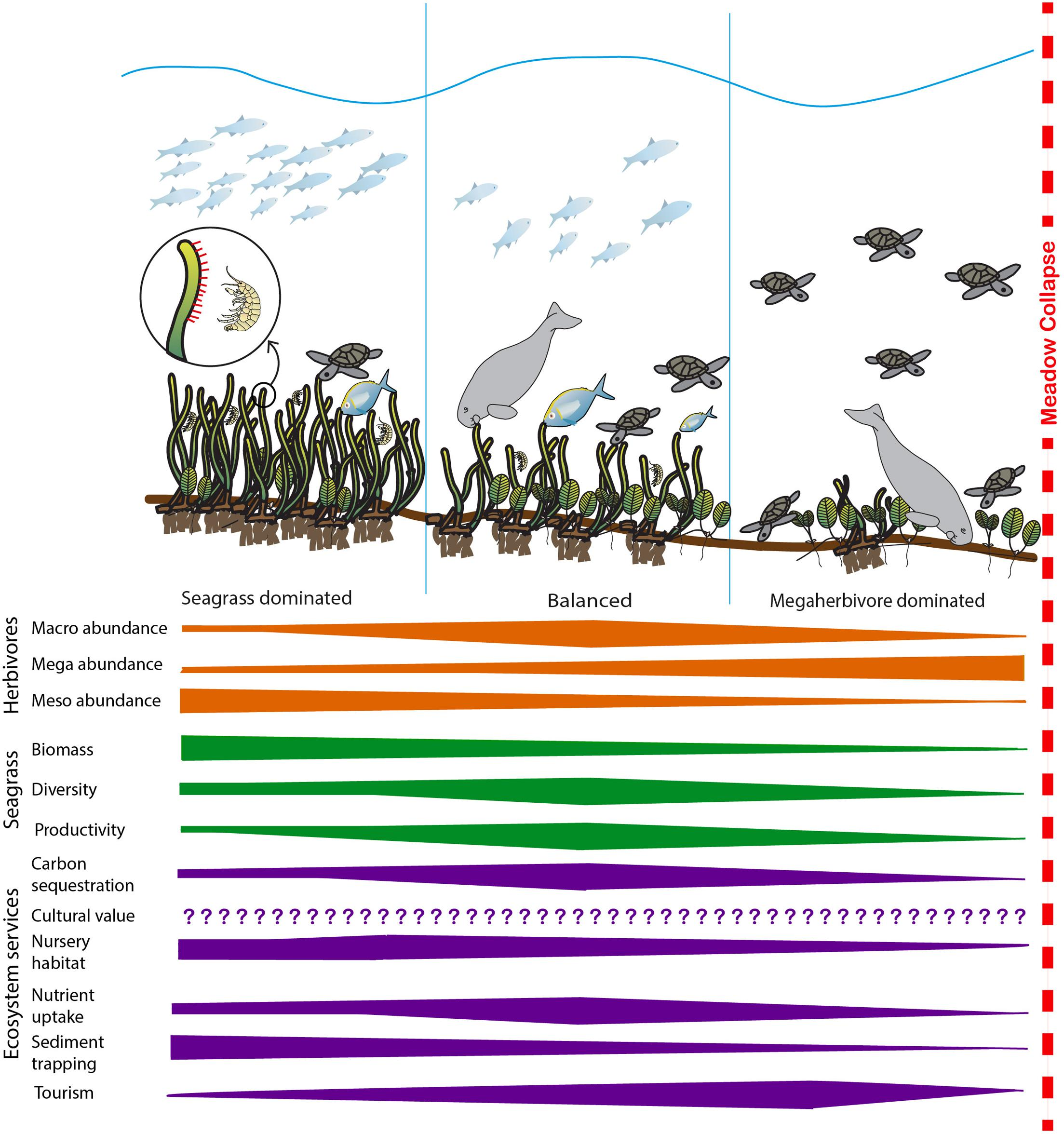

في علم البيئة، تعتبر الوفرة المحلية هي التمثيل النسبي للأنواع في نظام بيئي معين. يقاس عادةً بعدد الأفراد الموجودين لكل عينة. يشار إلى نسبة وفرة نوع واحد إلى نوع واحد أو عدة أنواع أخرى تعيش في نظام بيئي بوفرة الأنواع النسبية. كلا المؤشرين لهما صلة بحساب التنوع البيولوجي .
تستخدم مجموعة متنوعة من طرق أخذ العينات لقياس الوفرة. في العديد من مجتمعات النباتات، تقاس وفرة الأنواع النباتية بالغطاء النباتي، أي المنطقة النسبية التي تغطيها أنواع نباتية مختلفة في قطعة صغيرة. يتم قياس الوفرة في أبسط المصطلحات عادةً عن طريق تحديد وحساب كل فرد من كل الأنواع في قطاع معين. من الشائع أن يكون توزيع الأنواع منحرفًا بحيث تأخذ بعض الأنواع الجزء الأكبر من الأفراد الذين يتم جمعهم.
يتم حساب وفرة الأنواع النسبية بتقسيم عدد الأنواع من مجموعة واحدة على إجمالي عدد الأنواع من جميع المجموعات.

## بيئة المجتمع
هذه التدابير كلها جزء من بيئة المجتمع. يكون فهم الأنماط داخل المجتمع أمرًا سهلاً عندما يكون لدى المجتمع عدد قليل نسبيًا من الأنواع. لكن معظم المجتمعات لا تملك عددًا قليلًا من الأنواع. يسمح قياس وفرة الأنواع بفهم كيفية توزيع الأنواع داخل النظام البيئي. على سبيل المثال، تحتوي مستنقعات المياه المالحة على تدفق مياه البحر، مما تسبب في عدد قليل فقط من الأنواع التي تم تكييفها لتكون قادرة على البقاء في كل من المياه المالحة والمياه العذبة لتكون وفيرة. على عكس ذلك في الأراضي الرطبة غير الساحلية، يتم توزيع وفرة الأنواع بالتساوي بين الأنواع التي تعيش داخل الأراضي الرطبة.
في معظم النظم الإيكولوجية التي تم فيها حساب الوفرة، غالبًا ما يكون عدد قليل فقط من الأنواع وفيرًا، في حين أن عددًا كبيرًا نادر جدًا. عادةً ما تؤدي الكثافة العالية للأنواع في مواقع متعددة إلى وفرة نسبيًا في كل الأنظمة البيئية. لذلك، يمكن ربط الوفرة المحلية العالية مباشرة بالتوزيع الإقليمي العالي. من المحتمل أن يكون للأنواع ذات الوفرة العالية ذرية أكثر، ومن المرجح أن تستعمر هذه النسلات بدورها قطاعًا جديدًا من النظام البيئي ثم نوعًا أقل وفرة. وهكذا تبدأ حلقة التغذية المرتدة الإيجابية التي تؤدي إلى توزيع الأنواع التي تنتشر على نطاق واسع.

## توزيع وفرة الأنواع
توزيع وفرة الأنواع (SAD) هو أحد الاستخدامات الرئيسية لهذا القياس. وهو مقياس لمدى انتشار الأنواع الشائعة أو النادرة في النظام البيئي. يسمح هذا للباحثين بتقييم كيفية توزيع الأنواع المختلفة عبر النظام البيئي. يعد هذا النظام أحد أكثر القياسات الأساسية في علم البيئة، ويستخدم كثيرًا جدًا، وقد تطورت العديد من طرق القياس والتحليل المختلفة.
- توزع الأنواع
- ثراء الأنواع

## روابط خارجية
- "الوفرة في البيئة" (مقالة ، مع ذكر الأعمال)